# Kurt Seifert (Schauspieler)

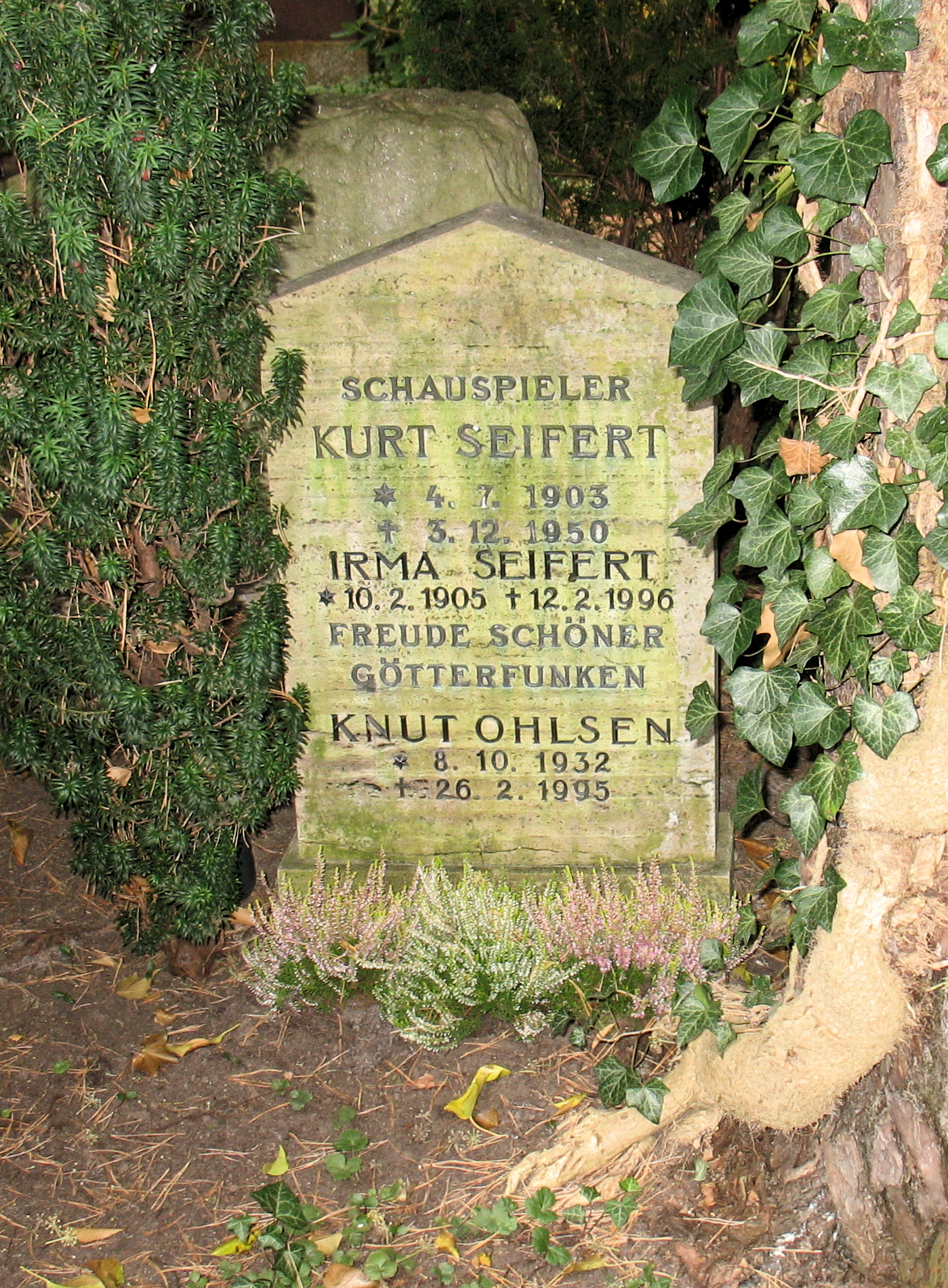
Grabstätte, Hüttenweg 47, in Berlin-Dahlem

Kurt Seifert, gebürtig Kurt Max Karl Seifert (* 4. Juli 1903 in Essen; † 3. Dezember 1950 in Berlin) war ein deutscher Schauspieler, Sänger und Bühnenregisseur.

## Leben
Seifert hatte die Realschule besucht und mit Vollendung des 16. Lebensjahres eine Bühnenlaufbahn – Debüt als Staatsminister von Haugk in der Studentenromanze ‘Alt-Heidelberg’ – eingeschlagen. Seine frühen Bühnenstationen waren u. a. Luxemburg, Hannover und Magdeburg, wo man ihn zunächst als lyrischen Bariton, später als Komiker (etwa als Titelhelden in ‘Der Juxbaron’, als Oberst Ollendorf in ‘Der Bettelstudent’ und in dem Arnold und Bach-Schwank ‘Hurra, ein Junge’). einsetzte. An einigen dieser Spielstätten wirkte er auch als Oberspielleiter (z. B. Hannovers Mellini-Theater und Leipzigs Operettentheater).
1932 ging der gebürtige Essener nach Berlin, wo er sich ab 1934 auf die Arbeit vor der Kamera konzentrierte. Bis zu seinem frühen Tod im Dezember 1950 wirkte Seifert mit Episodenrollen – überwiegend humorige und/oder kauzig-originelle, lebensnahe Typen – in zahlreichen Unterhaltungsfilmen mit. So war er beispielsweise ein Verlagsdirektor in „Ein Walzer mit dir“, ein Stallmeister in Harry Piels „Der Mann im Sattel“, ein Ex-Sträfling in „Die Sache mit Styx“ und Grethe Weisers Ehemann in „Wir machen Musik“. Eine seltene Hauptrolle erhielt er 1939 mit dem Bertram in der mit antisemitischen Untertönen unterlegten Posse „Robert und Bertram“. Seifert stand 1944 in der Gottbegnadeten-Liste des Reichsministeriums für Volksaufklärung und Propaganda.
In dieser filmintensiven Zeit blieb Kurt Seifert auch weiterhin der Bühne (als Schauspieler wie als Regisseur) verbunden, beispielsweise war er als Otto Lauschke in Schmidseders Operette „Frauen im Metropol“ am Berliner Metropol-Theater zu erleben. Zeitweilig (kurz nach Kriegsende) leitete Seifert das Berliner Theater Neukölln. Zu seinen letzten Erfolgen als Schauspieler (in der frühen Nachkriegszeit) gehörte das Stück ‘Der Herr im Hause’, in dem man ihn in der Spielzeit 1948/49 im Berliner Renaissance-Theater sehen konnte.
Seifert wurde auf dem Waldfriedhof in Berlin-Dahlem beigesetzt.

## Filmografie
- 1934: Die Insel
- 1934: Besuch am Abend
- 1934: Die Liebe und die erste Eisenbahn
- 1935: Mach’ mich glücklich
- 1935: Liebeslied
- 1936: Stjenka Rasin
- 1936: Das Schloß in Flandern
- 1936: Glückskinder
- 1936: Intermezzo
- 1936: Wie der Hase läuft
- 1937: Und du mein Schatz fährst mit
- 1937: Patrioten
- 1937: Tango Notturno
- 1937: Die Umwege des schönen Karl
- 1938: Die kleine und die große Liebe
- 1938: Das Mädchen mit dem guten Ruf
- 1938: Andalusische Nächte
- 1938: Diskretion – Ehrensache
- 1938: Sergeant Berry
- 1938: Das Leben kann so schön sein
- 1939: Robert und Bertram
- 1940: Herz modern möbliert
- 1940: Der dunkle Punkt
- 1940: Der Gasmann
- 1941: Frau Luna
- 1941: Krach im Vorderhaus
- 1941: Sonntagskinder
- 1941: So ein Früchtchen
- 1942: Die Sache mit Styx
- 1942: Wir machen Musik
- 1942: Ein Walzer mit Dir
- 1943/46: Peter Voss, der Millionendieb
- 1944/50: Verlobte Leute
- 1945: Der Mann im Sattel (UA: 2000)
- 1945: Das seltsame Fräulein Sylvia (unvollendet)
- 1948: Vor uns liegt das Leben
- 1948: Anonyme Briefe
- 1949: Nächte am Nil
- 1949: Um eine Nasenlänge
- 1949: Hochzeit mit Erika
- 1949: Eine Nacht im Séparée
- 1950: Maharadscha wider Willen
- 1950: Schwarzwaldmädel
- 1950: Wenn Männer schwindeln
- 1950: Hochzeit im Heu
- 1951: Eva im Frack